# Montezumia huasteca
Montezumia huasteca är en stekelart som beskrevs av Henri Saussure 1857. Montezumia huasteca ingår i släktet Montezumia och familjen Eumenidae. Inga underarter finns listade i Catalogue of Life.